# Chiesa di San Gregorio Armeno
La chiesa di San Gregorio Armeno (popolarmente conosciuta anche come chiesa di Santa Patrizia) è una chiesa monumentale di Napoli sita nell'omonima via, tra il decumano maggiore e quello inferiore del centro antico.
Assieme all'adiacente complesso monastico, costituisce uno degli edifici religiosi più antichi, grandi e importanti della città.

## Storia

### Origini
Il complesso religioso sorge lungo l'attuale via San Gregorio Armeno, ossia l'antica strada Nostriana che prendeva il nome dal vescovo Nostriano che nel V secolo fondò in zona il primo ospedale per i poveri ammalati.
Secondo una prima tesi, la primaria chiesa edificata in quell'insula sarebbe stata innalzata sulle rovine del tempio di Cerere attorno al 930, nel luogo che secondo la leggenda avrebbe ospitato il monastero fondato da Flavia Giulia Elena, madre dell'imperatore Costantino, di cui santa Patrizia sarebbe stata una discendente. Secondo altre fonti più accreditate invece, con molta probabilità la datazione della costruzione originaria risale all'VIII secolo e fu avviata quando nel luogo giunsero un gruppo di monache basiliane seguaci della santa che, in fuga da Costantinopoli, si sarebbero stabilite in città dopo la morte della religiosa, portando con loro anche le reliquie di san Gregorio Armeno (che fu patriarca di Armenia dal 257 al 331).
Nel 1009, in epoca normanna, il monastero si concretizzò in un'intera insula del centro antico con l'unificazione di quattro oratori circostanti tra loro dov'erano appunto insediate le monache quello di San Sebastiano, San Salvatore, San Gregorio e quello dedicato a San Pantaleone, quest'ultimo fondato dal vescovo Stefano II intorno alla metà dell'VIII secolo sull'altro lato della strada e che in un primo momento fu collegato al complesso monastico appena nato da un cavalcavia soprastante l'arteria urbana. In questa fase il nuovo edificio religioso assunse i voti della regola benedettina. Sin dalle sue origini il sostentamento del monastero avveniva attraverso diverse attività, tra le quali: grazie a donazioni economiche di famiglie nobiliari napoletane, tramite il pagamento da parte delle stesse di rette mensili utili per ospitare le figlie all'educandato interno al complesso, grazie al danaro percepito con la concessione in fitto di terreni di proprietà dell'istituto religioso o, ancora, attraverso gli alimenti provenienti dai lotti di terra che le religiose affidavano in gestione a contadini, i quali si erano tenuti a occuparsi della coltivazione e della distribuzione del raccolto. Le erogazioni delle famiglie napoletane erano comunque sufficienti per far fronte alle uscite ordinarie del complesso, in quanto tra le fanciulle ospitate e tra le monache si annoveravano donne appartenenti a rami nobili del regno di Napoli, tra cui spiccano i Pignatelli, Di Sangro, Minutolo e Caracciolo.
Tuttavia nei casi straordinari (come durante le epidemie di peste, colera o piuttosto durante gli anni di guerra) le donazioni libere delle famiglie partenopee non bastavano più a garantire l'autosostentamento e perciò in questi casi le monache avevano quindi l'abitudine di chiedere soccorso ai re di Sicilia per riuscire a superare le grandi fasi di miseria; nel 1170 la richiesta fu infatti in favore di re Guglielmo II di Sicilia, che diede la possibilità alle benedettine di San Gregorio di disporre di un terreno demaniale, mentre nel 1192 in favore di re Tancredi, che invece donò annualmente al monastero copiose risorse alimentari. Gli aiuti concessi comunque non cessarono di sussistere neanche con l'avvento delle successive dinastie regnanti, a testimonianza del fatto che l'istituto religioso è sempre stato al centro delle attenzioni politiche, culturali e sociali della città.

### Il nuovo monastero (XV-XVIII secolo)
Il 3 marzo 1443 Ferdinando I di Napoli ricevette all'interno dell'edificio sia la benedizione per la successione al trono del padre Alfonso V d'Aragona che il conferimento del titolo di duca di Calabria.
Dopo il Concilio di Trento, nel 1566 fu stabilito l'obbligo di clausura delle monache, che fino ad allora conducevano una vita comunque attenta alla mondanità, infatti era usuale per l'ordine delle benedettine di stabilirsi nei centri più affollati dei nuclei urbani, proprio per vivere più a pieno i tessuti sociali delle città nelle quali si insediavano.

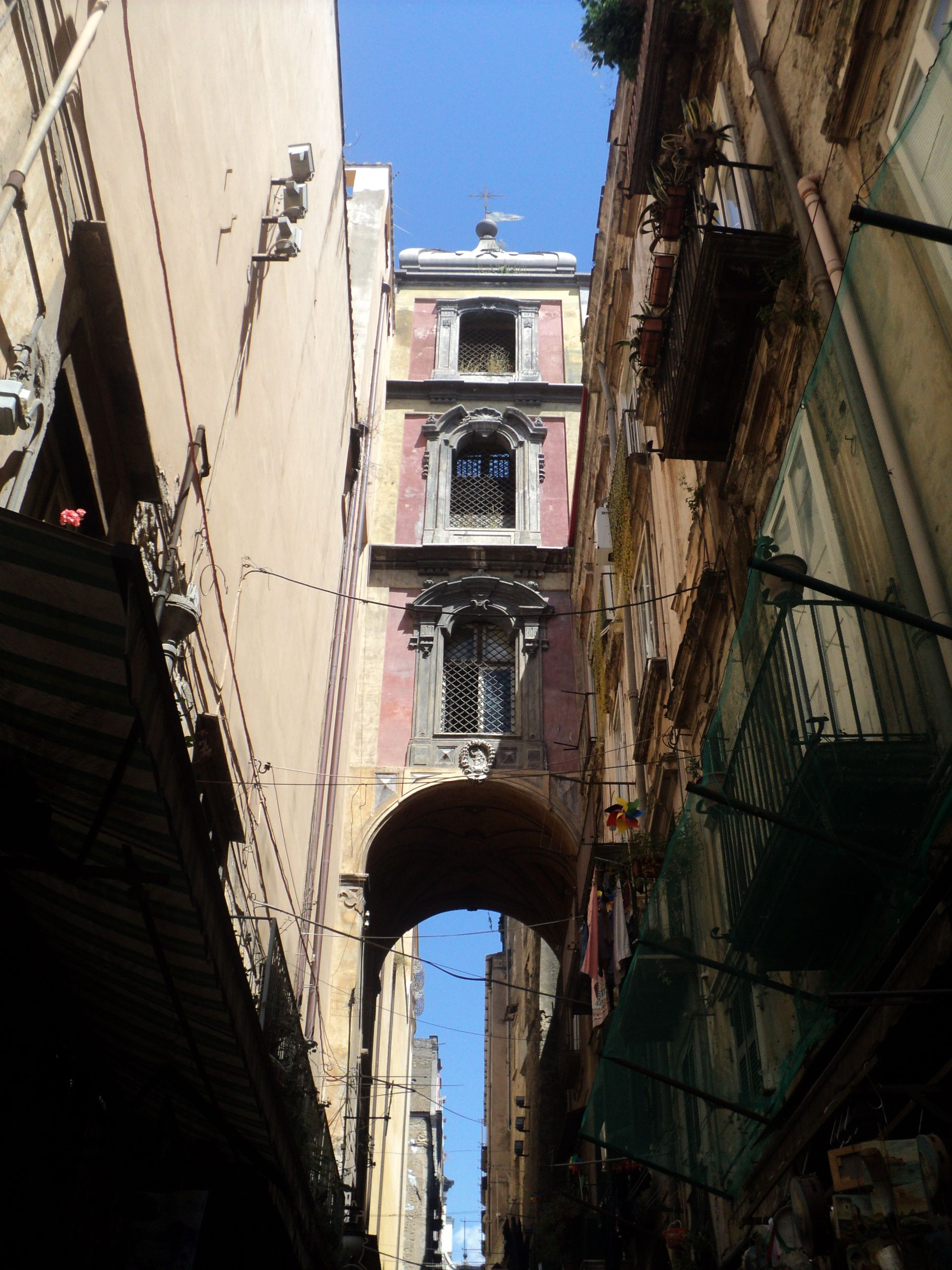
Vista sul campanile che collega due ali del complesso monastico

A partire dal 1572 il complesso subì un profondo rifacimento ad opera di Giovanni Francesco Mormando per il progetto e Giovanni Vincenzo Della Monica e Giovan Battista Cavagna per le fasi esecutive. I lavori consistettero nella ricostruzione ex novo di tutti i corpi di fabbrica preesistenti, con la realizzazione della nuova chiesa, questa volta defilata rispetto al monastero, e nella realizzazione del campanile con l'aggiunta di due registri superiori al ponte di congiunzione dei corpi di fabbrica claustrali; durante le diverse fasi del cantiere, comunque, le monache non abbandonarono mai il complesso religioso, potendo infatti alloggiare nelle ali dell'edificio che di volta in volta non erano interessate dai lavori. Tra il 1573 e il 1574 si registra ad opera del Della Monica il completamento di gran parte degli spazi di clausura, ampliando l'area monasteriale rispetto alla precedente grazie all'acquisto di nuovi edifici adiacenti, vedendo inoltre rifatte le celle delle monache e anche gli ambienti di servizio come le cucine, il refettorio e l'infermeria. Nello stesso tempo l'architetto si occupò anche di demolire la primitiva chiesa, di più ridotte dimensioni rispetto alla nuova e che insisteva pressoché al centro del chiostro attuale, e di creare il portale d'ingresso esterno con il grande scalone aperto che segue, entrambi in piperno. Al 1574 si devono poi i primi contratti firmati da Giovan Vincenzo Della Monica riguardanti il reperimento dei materiali da destinare alla nuova chiesa. Tra il 1576 e il 1577 intanto viene completata la cupola maiolicata della chiesa e ultimato il chiostro monumentale, nel quale fu rifatta una pavimentazione rialzata rispetto alla precedente, tant'è che la cappella dell'Idra, che in inizialmente costituiva una cappella della chiesa originaria, era sul livello della strada, mentre da questo momento in poi apparirà invece scavata nel suolo a mo' di cripta. Nel 1579 a Domenico Fontana è invece dovuta la pavimentazione marmorea eseguita all'interno della chiesa, che vedrà completare i lavori strutturali necessari già nel 1580; pertanto nello stesso anno l'edificio, già consacrato un anno prima, sarà aperto al pubblico e pronto all'accoglienza dei fedeli. Tra il 1580 e il 1584 fu avviata la realizzazione del soffitto casettonato, decorato con pitture di Teodoro d'Errico e intagli di vari artigiani napoletani, e furono inoltre aperte alcune cappelle laterali della navata: nel 1582 si compì infatti quella di San Giovanni Battista mentre nel 1584 quella del Crocifisso. Al 1589 risulta registrato l'ultimo pagamento eseguito in favore di Della Monica, che quindi probabilmente fu il realizzatore materiale delle opere fino ad allora compiute, mentre i documenti che citano come beneficiario il Cavagna sono datati intorno al 1595, lasciando pensare a questo punto che forse l'architetto subentrò al cantiere solo in una seconda fase.

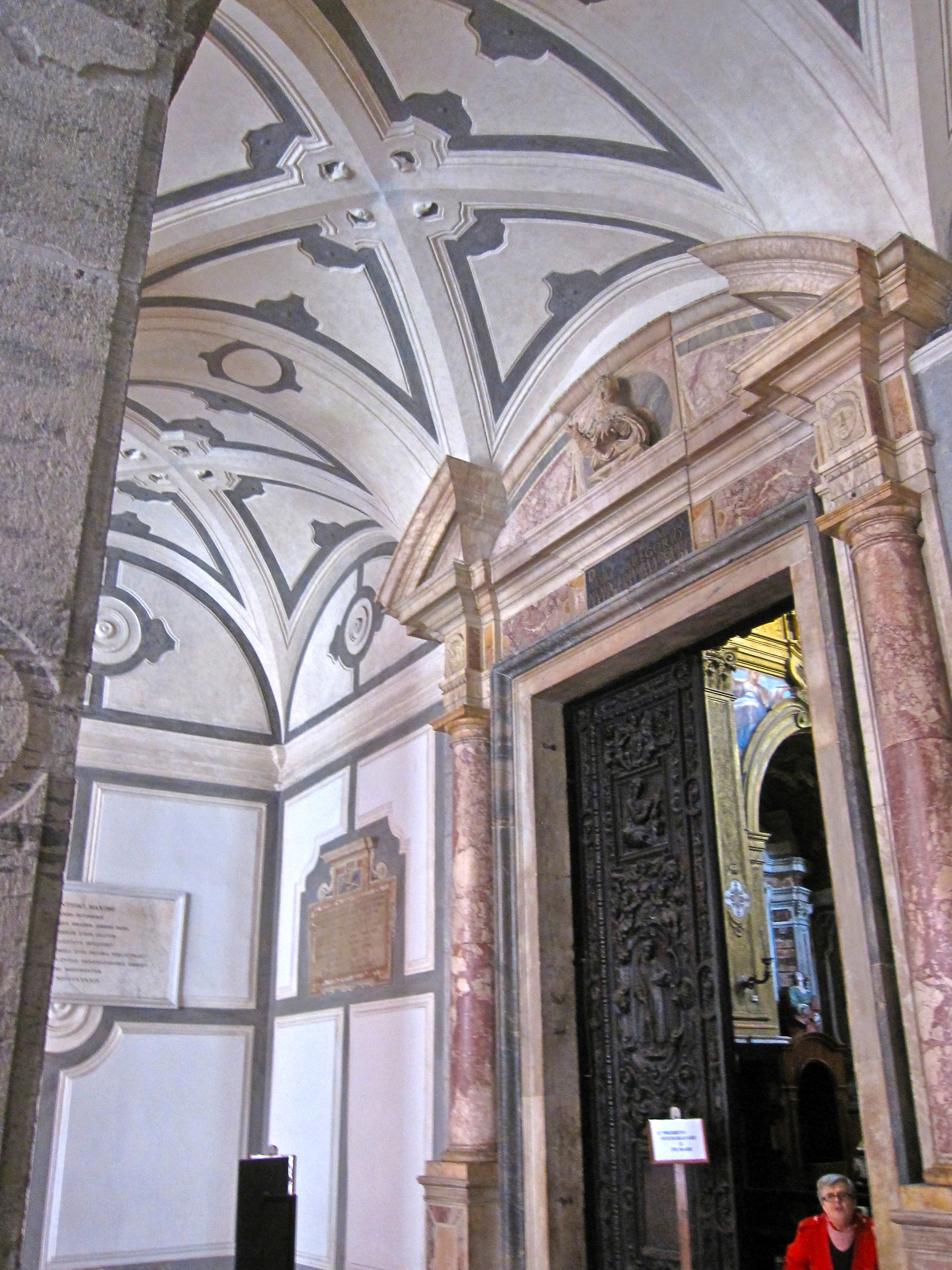
Portale d'ingresso sotto il porticato del Cavagna

Nel 1606 fu completata proprio dal Cavagna la facciata esterna della chiesa e l'atrio col soprastante coro delle monache; al 1610 invece è registrata la costruzione del coro dietro l'abside (chiamato anche cappellone), opera di Gabriele Quaranta che vede sull'altare maggiore una tela commissionata a Ippolito Borghese nel 1612. Nel 1641 e fino al 1646, Bartolomeo Picchiatti prima e il figlio Francesco Antonio poi, guidarono un nuovo cantiere per la realizzazione dell'allungamento di un'ala del monastero verso ovest, aumentando di fatto il numero di dormitori disponibili per le monache. Ulteriori lavori si ebbero poi anche tra il 1682 e il 1685 che furono compiuti questa volta da Dionisio Lazzari, il quale fece il nuovo refettorio che affaccia sul chiostro; nel 1698 lo stesso Lazzari eseguì le balaustre di alcune cappelle laterali e altri elementi decorativi marmorei interni alla chiesa, come l'ancona marmorea che incornicia la tavola dell'Ascensione di Giovanni Bernardo Lama, quest'ultima eseguita già nel 1574. Durante i cantieri del XVII secolo fu inoltre restaurato il campanile della chiesa, al quale verrà donato l'aspetto che tuttora ha.
Intorno al 1745 si ebbero altri interventi di restauro che adeguarono l'aspetto estetico della chiesa al gusto rococò: il progetto di questi lavori fu guidato e compiuto da Nicola Tagliacozzi Canale, che per l'occasione eseguì gli intagli del soffitto della navata, le grate del coro delle monache, gli stucchi e dorature interne, i cancelletti in ottone delle cappelle così come le balaustre delle prime di entrambi i lati. Nel 1759 fu invece costruito il cosiddetto "coro d'inverno", ricavato al secondo piano dell'atrio d'ingresso, sopra il coro grande, in un punto più facile da raggiungere per le religiose e commissionato direttamente dalle stesse in quanto nelle occasioni in cui queste intendevano recitare le preghiere anche di notte o d'inverno, potevano farlo spostandosi direttamente dall'interno del monastero dov'erano le loro celle, senza dover perciò utilizzare necessariamente il coro principale, che era invece raggiungibile solo passando per il chiostro esterno.
Intanto tra il Sei-Settecento furono ancor di più aggravate le restrizioni che interessavano la condotta del monastero, stabilendo vincoli nel decoro dei locali, nell'alimentazione, nelle modalità di ricevimento degli ospiti e in altri aspetti.

### XIX e XX secolo

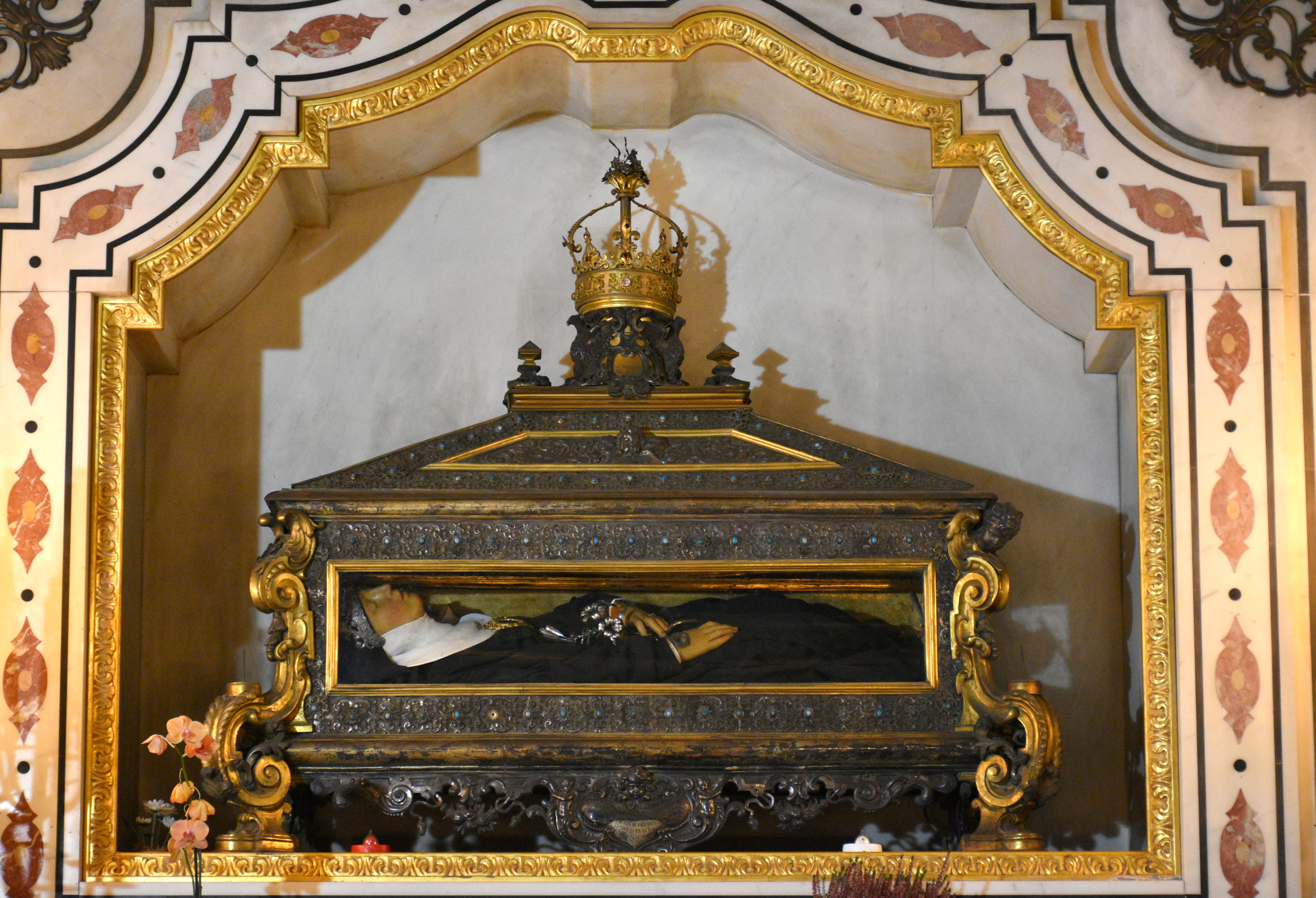
Quinta cappella di destra: il reliquiario in oro e argento contenente le spoglie di santa Patrizia

Con l'avvento di Gioacchino Murat agli inizi dell'Ottocento il monastero rientrò in un primo momento nell'elenco di quelli da sopprimere; con decreto del 1808 tuttavia gli fu concesso di avere il privilegio di continuare ad esistere (uno dei pochi monasteri benedettini rimasti superstite dalle soppressioni napoleoniche) probabilmente anche grazie al fatto che questo era uno dei più ricchi della città, disponendo infatti di un capitale di 27.760 ducati. In questa fase furono portate in chiesa le reliquie di santi che erano fino ad allora in altri conventi poi soppressi, come quelle nella chiesa dei Santi Marcellino e Festo o come quelle custodite in Santa Maria Donnaromita, andandosi così ad aggiungere a quelle di san Giovanni Battista portate in struttura già nel 1577 dalla chiesa di Sant'Arcangelo a Baiano.
Dal 1864, dopo l'Unità d'Italia, furono traslate in chiesa anche le spoglie di santa Patrizia, provenienti dalla chiesa dei Santi Nicandro e Marciano; da quel momento in San Gregorio Armeno si svolge il rito dello scioglimento del sangue della santa (procedura simile a quella di san Gennaro nel duomo) e così, a suggello della devozione dei napoletani per la Vergine, la chiesa è conosciuta volgarmente anche con l'intitolazione alla santa di Costantinopoli.
I primi decenni del Novecento iniziarono in maniera non ottimale per il monastero: le monache, infatti, sempre più ridotte di numero e sempre più povere, di volta in volta chiedevano ai re d'Italia aiuti e forme di finanziamento adatti alla sopravvivenza dell'edificio religioso, che invece era addirittura minacciato dal comune in quanto questi era intenzionato a scorporare la struttura in più plessi, tant'è che alcuni corpi di fabbrica di proprietà delle religiose furono già acquisiti dalla città, con lo scopo di creare biblioteche, musei o scuole pubbliche. A tal proposito, nel primo dopoguerra parte della struttura conventuale, quella ampliata nel seicento da Picchiatti, fu ceduta alla contessa Giulia Filangieri di Candida che trasformò l'ala in un luogo di accoglienza per orfani, disadattati e famiglie povere. Nel corso degli anni il convitto divenne sempre più strutturato fino ad assumere le caratteristiche di un collegio, formando ragazzi e ragazze con un'istruzione a 360 gradi. Per scongiurare altre alienazioni l'ultima badessa, Giulia Caravita dei principi di Sirignano, acconsentì all'ingresso nel monastero di una nuova congregazione, quella delle Suore crocifisse adoratrici dell'Eucaristia; il nuovo ordine prese quindi possesso dell'edificio il 4 dicembre 1922, quando rimase attiva solo una monaca benedettina, che fu anche l'ultima, Maria Peluso.
Intorno agli anni '50 riprese l'attività educativa dell'istituto religioso con la creazione della "Casa di educazione e istruzione per fanciulle orfane e bisognose di assistenza", che indirizzava l'interesse più verso le realtà difficili della città che verso le fanciulle appartenenti alla nobiltà napoletana, cosa quest'ultima che invece accadeva con il precedente educandato benedettino.

## Monastero
| 1. Ingresso al monastero 2. Portale d'ingresso dopo lo scalone monumentale 3. Chiostro monumentale 4. Fontana monumentale 5. Sala della badessa 6. Coro delle monache (primo piano dell'atrio) 7. Coro d'inverno (secondo piano dell'atrio) 8. Chiesa 9. Coro dell'abside (o cappellone) 10. Corridoio delle monache 11. Vestibolo e cappella del Presepe 12. Cappella delle reliquie 13. Chiostrino 14. Farmacia 15. Refettorio delle fanciulle 16. Cisterna 17. Cappella anonima 18. Cappella della Madonna dell'Idra 19. Refettorio delle monache 20. Cucine 21. Campanile | Pianta del monastero |

Il complesso monastico di San Gregorio Armeno (i cui corpi di fabbrica che impegna sono evidenziati in rosa nella pianta sopra) è uno dei più grandi della città, arrivando ad occupare diverse insule del centro storico.
L'ingresso avviene tramite un portale a bugne alterne in piperno e marmo eseguito da Giovanni Vincenzo Della Monica tra il 1572 e il 1574, che si occupò poi di compiere anche lo scalone monumentale aperto che segue, caratterizzato da gradini in piperno con fasce laterali marmoree, aggiunte da Pietro Ghetti intorno al 1710, e da pareti laterali decorate ad affresco nel 1762 da Nicola Antonio Alfano con lo stile del trompe-l'œil, dove sono raffigurate foglie, colonne e figure allegoriche statuarie. Sulla destra si aprono degli accessi agli ex parlatori del monastero, tra cui quello dell'amministrazione, caratterizzato da un tondo sulla porta entro cui è il busto di san Gregorio Armeno scolpito da Matteo Bottiglieri. A conclusione della rampa si trova il grande portale in legno di noce incorniciato da un arco marmoreo dove tutt'attorno si sviluppa la composizione ad affresco di Giacomo del Pò eseguita agli inizi del Settecento e raffigurante la Gloria di san Benedetto.
Varcato l'ingresso, sulla sinistra è un grande affresco raffigurante l'Annunciazione eseguito da Paolo De Matteis, mentre a destra tra le scene della vita di Giovanni Battista eseguite nel 1657 da Micco Spadaro è l'ingresso al chiostro monumentale di San Gregorio Armeno, tra i più belli e suggestivi della città. Al chiostro si affacciano gli alloggi a terrazza delle monache mentre al centro insiste una fontana marmorea seicentesca affiancata da due statue settecentesche del Bottiglieri che raffigurano Cristo e la Samaritana.

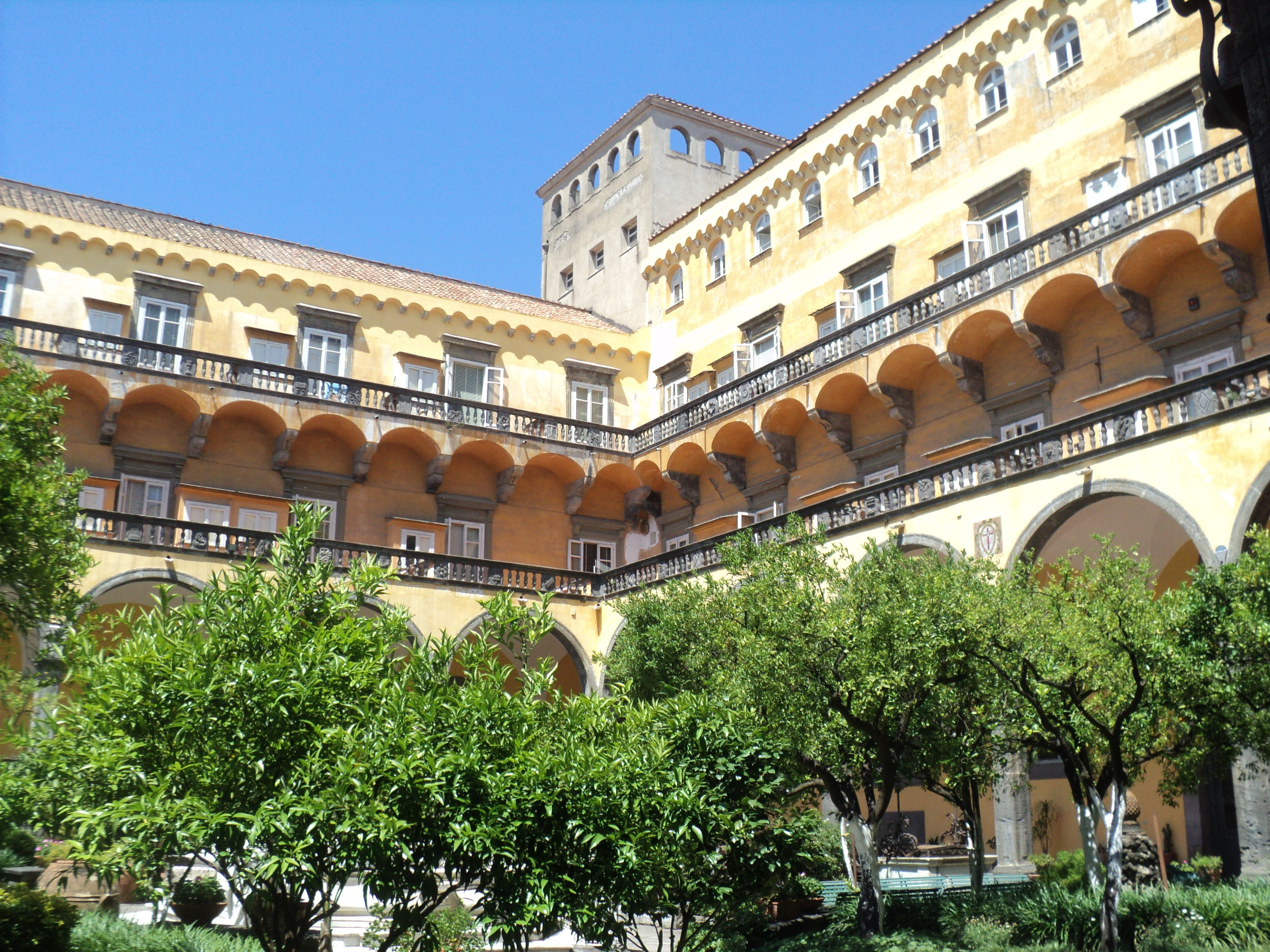
Scorcio del chiostro

Sul lato occidentale si affacciano la farmacia e il nuovo refettorio, quest'ultimo costruito tra il 1680 e il 1685 da Dionisio Lazzari e Matteo Stendardo e che vede alle pareti principali gli affreschi della Moltiplicazione dei pani e delle Nozze di Cana, attribuiti alla bottega di Belisario Corenzio, mentre lungo le pareti laterali sono le Storie del Vangelo (Gesù dormiente durante una tempesta, Gesù e la Samaritana, Guarigione del cieco, Guarigione del paralitico, Zaccheo sul sicomoro, Gesù in casa di Simone il fariseo, Sinite arvulos venire ad me, Gesù confortato dagli angeli) eseguite nel primo ventennio del Settecento da un autore dell'ambito di Francesco Solimena. Sempre sul lato occidentale, verso il centro del chiostro, sotto il livello del pavimento si aprono due cappelle attigue e collegate tra loro tramite una porta: la cappella della Madonna dell'Idra, decorata con tele di Paolo De Matteis sulle Storie della Vergine incorniciate da decorazioni ad affresco di Francesco Francarecci, con un altare marmoreo di Pietro Ghetti, con una volta affrescata sempre dal De Matteis e con una pavimentazione in mattonelle a mosaico bianche e nere databili tra il I secolo a.C. e il I d.C., e poi un'altra cappella anonima pressoché spoglia, caratterizzata ai lati da nicchie vuote dove molto probabilmente un tempo erano collocate statue, da una pavimentazione identica a quella della cappella dell'Idra e, sulla parete di fondo, da un altare marmoreo con lo stemma dei Gonzaga eseguito da un ignoto autore. Entrambi gli ambienti costituiscono le uniche testimonianze superstiti dell'originaria chiesa di San Gregorio ante 1572, quando si innalzava ancora al centro del complesso monastico.
Nell'angolo sud-occidentale del chiostro è l'accesso al coro dell'abside (o anche cappellone) della chiesa, al quale segue un corridoio (corridoio delle Monache) dove sono ai lati altarini con sculture lignee di diverse epoche donate come segno di devozione dalle fanciulle che prendevano i voti nell'istituto. Dal corridoio si giunge poi a un vestibolo, dov'è una tavola tardo quattrocentesca della Madonna della Libera proveniente dall'antica chiesa, e poi subito dopo alla cappella del Presepe, chiamata così per la scena dell'Adorazione dei pastori raffigurata nella pala d'altare di Ippolito Borghese nel 1612. Quest'ultimo ambiente presenta una settecentesca scultura in legno intagliato sull'Immacolata di Pietro Patalano e alle pareti decorazioni ad affresco del Corenzio con Storie della Vergine nella volta, un'Annunciazione ai lati dell'altare, l'Ultima Cena sopra l'arco d'ingresso e nelle lunette laterali, invece, frammenti di figure di santi. Oltre la sala del Presepe è invece la cappella delle reliquie, dove sono conservate dentro una mobilia settecentesca i numerosi reliquiari di cui si è arricchito il monastero nel corso dei secoli, contenenti i resti di diversi santi, tra cui: san Giovanni Battista, san Pantaleone, san Marcellino, san Festo, santa Patrizia, san Gregorio, san Biagio, santo Stefano, san Protasio, san Girolamo, san Bartolomeo, san Lorenzo, san Potito, san Francesco d’Assisi, san Damaso papa, san Mauro, san Donato, sant'Agnese, santa Lucia, santa Barbara, santa Perpetua, santa Felicita, sant'Ilaria, san Matteo e diversi altri ancora.

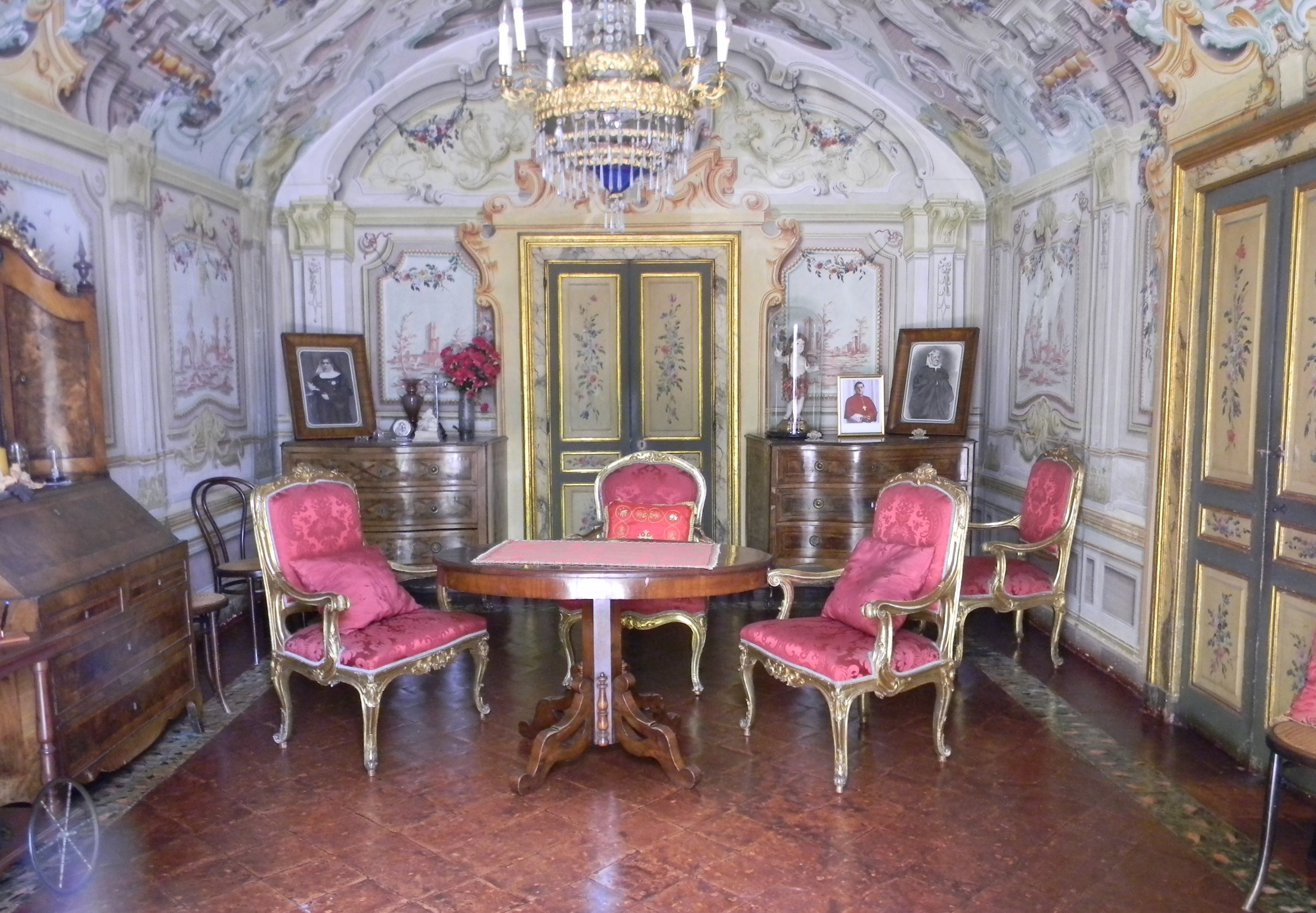
Il salotto della badessa

A nord del chiostro sono infine disposti i locali delle cucine, che hanno rimpiazzato il vecchio refettorio cinquecentesco, mentre sull'angolo sud-orientale si apre l'ingresso al coro grande sopra l'atrio della chiesa, al di sopra del quale fu costruito a sua volta un ulteriore coro (chiamato "d'inverno") più comodo e agevole per le benedettine in quanto si trovava in una posizione che consentiva loro di poter raggiungere la sala stesso dai corridoi interni al monastero, senza dover perciò necessariamente passare per il chiostro esterno, che invece era l'unica via per poter raggiungere il coro principale sottostante, e offrendo nello stesso tempo alle monache anche la possibilità di avere una visuale verso l'altare maggiore della chiesa, concessa grazie ad un'apertura intorno all'ovale che incornicia la tela di San Benedetto tra i santi Mauro e Placido del soffitto della navata. A oriente del chiostro è infine il salotto della badessa, unico ambiente superstite dell'appartamento della monaca superiora, che conserva arredi e mobilia originali con decorazioni ad affresco in trompe-l'œil alle pareti e sulla volta di gusto rococò, anch'esse di Nicola Antonio Alfano.
A cavallo di via San Gregorio Armeno insiste il cinquecentesco campanile della chiesa, scandito in tre ordini con aperture di finestre su ambo i lati della strada e terminante al vertice superiore con una cuspide. Questo sovrasta il vicolo a mo' di ponte fungendo da collegamento tra la parte occidentale del complesso monastico e quella orientale (già di San Pantaleone).
Il monastero custodisce all'interno un ricco archivio composto da manoscritti relativi alla vita del complesso religioso, nonché alle situazioni patrimoniali e contabili, tutti databili tra il XVI e il XX secolo, e documenti relativi alla liturgia del XVIII secolo; tuttavia la raccolta più importante è rappresentata invece da quella musicale, che costituisce una delle più rilevanti del mondo e che ha il suo fulcro nel Settecento napoletano, potendo annoverare oltre ai canti religiosi o profani databili tra il XV e il XIX secolo, anche composizioni di Gaetano Barbatiello, Georg Friedrich Händel, Franz Joseph Haydn, Giovanni Paisiello, Giovanni Battista Pergolesi e diversi altri.

## Descrizione

### Pianta
| 1. Porticato d'ingresso (al piano superiore è il coro delle monache) 2. Navata 3. Cappella dell'Immacolata 4. Cappella del Presepe 5. Cappella del Crocifisso 6. Cappella di San Giovanni Battista 7. Cappella di San Benedetto 8. Cappella con accesso laterale 9. Organo di sinistra 10. Sacrestia 11. Presbiterio e cupola 12. Organo di destra 13. Cappella delle reliquie 14. Cappella del Rosario 15. Cappella di San Gregorio Armeno 16. Cappella di Sant'Antonio da Padova 17. Cappella dell'Annunciazione 18. Cappella di San Francesco | Pianta dell'interno |

### Esterno
La facciata, seppur leggermente sproporzionata, presenta quattro lesene toscane che le conferiscono armonia di forma e struttura, con tre finestroni in arcate sul secondo ordine (per dare luce al coro delle monache) che in un primo tempo erano sormontate da un timpano, poi successivamente sostituito da un ulteriore terzo ordine architettonico, dov'è stato inserito il "coro d'inverno".
L'atrio, severo e scuro, regge il piano del coro delle grande con quattro pilastri e le relative piccole volte ad essi collegati. Superando l'atrio, si notano ai lati della porta diverse iscrizioni che ricordano alcuni momenti della vita del complesso religioso: come quello che rimembra la consacrazione della chiesa, nel 1579, o quello della dedica del monastero al santo armeno o ancora, in una terza lapide, è menzionata invece la visita di Pio IX del 1849.
Il portale principale risale al Cinquecento ed è un'opera marmorea in breccia con due colonne laterali e un timpano spezzato al centro del quale è il busto marmoreo di San Gregorio Armeno, attribuibile alla cerchia di Girolamo D'Auria. Al 1586 risalgono invece i due battenti lignei, opere di Giovanni Andrea Magliulo che li disegnò con originali linee di ispirazione classica raffigurando rispettivamente, intagliati ad altorilievo, San Lorenzo e Santo Stefano con quattro evangelisti (due per lato).

### Interno

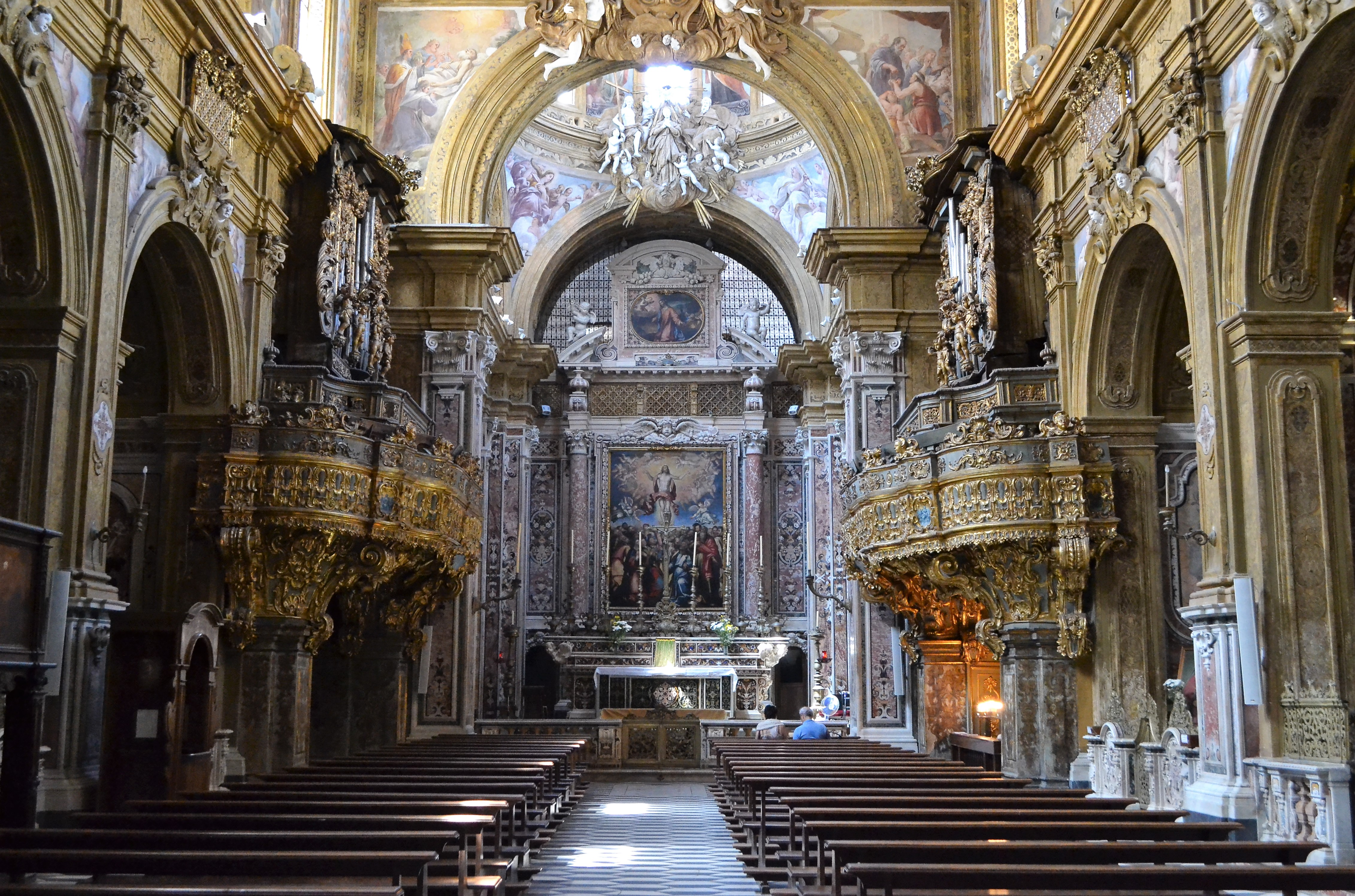
Interno

L'interno presenta una navata unica con cinque cappelle laterali, priva di transetto e che termina con un presbiterio a pianta rettangolare sormontata da una semicupola.
La chiesa si compone di 62 scene ad affresco compiute da Luca Giordano, costituendo di fatto uno dei suoi più importanti lavori pittorici in senso assoluto. Nella controfacciata il pittore napoletano eseguì nel 1684 un ciclo di affreschi scandito in tre scomparti: a sinistra è l'Arrivo al lido di Napoli delle monache armene, al centro è la Traslazione del corpo di san Gregorio, a destra è invece l'Accoglienza dei napoletani alle monache. Ai lati dell'ingresso si aprono due piccole cappelle: a sinistra è la cappella dell'Immacolata, caratterizzata da una tela d'altare di Silvestro Buono sull'Immacolata; a destra è invece la cappella di San Francesco, dov'è la tavola tardo-cinquecentesca della Madonna col Bambino e i santi Francesco d'Assisi e Girolamo attribuita al pittore fiammingo Cornelis Smet.

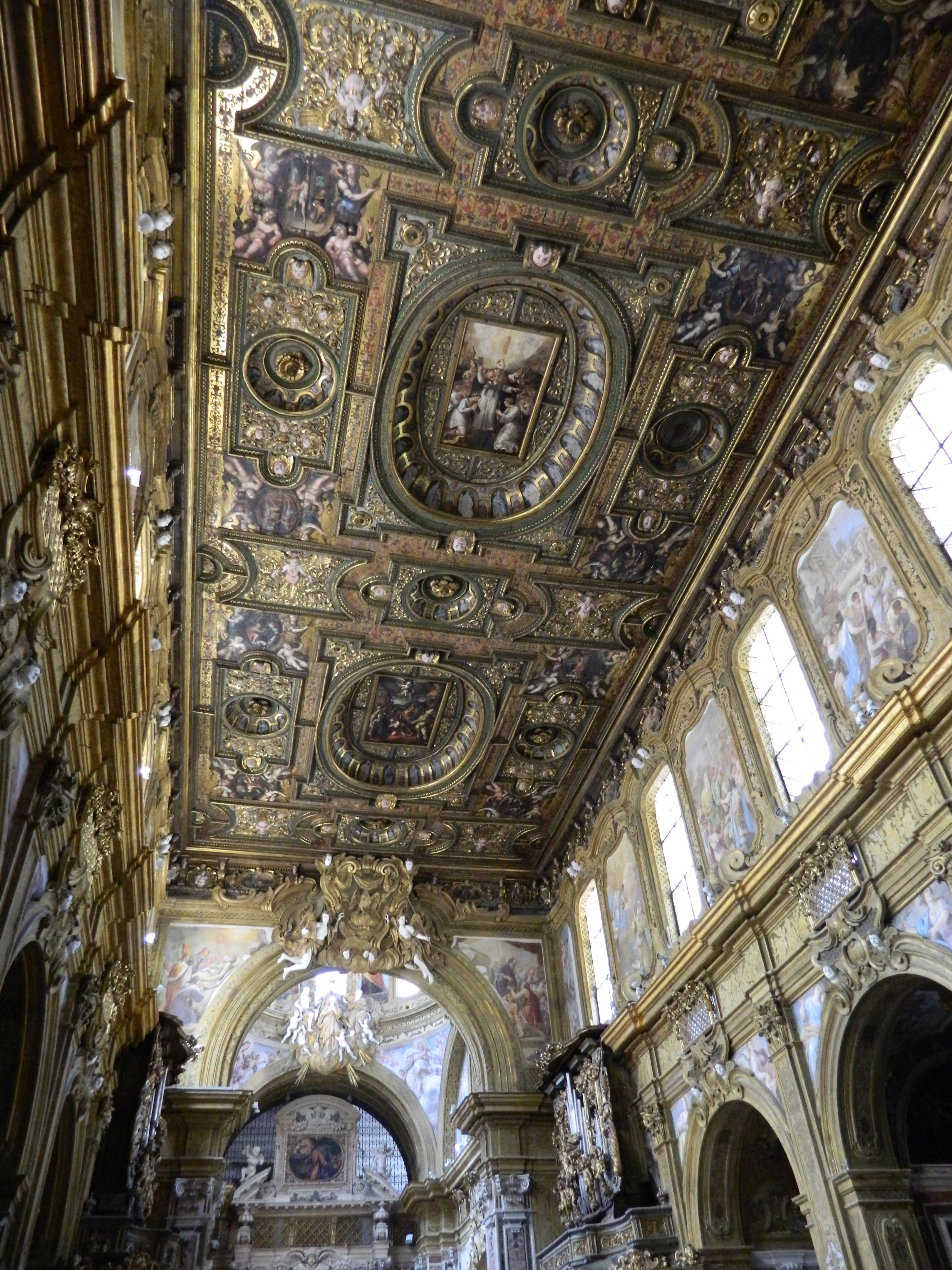
Soffitto

Il Giordano è anche l'autore delle scene ritratte tra le finestre del registro superiore della navata, databili tra il 1679 e 1681 e che riprendono la vita di san Gregorio, mentre nelle lunette al di sopra delle cappelle laterali il pittore affrescò nel 1684 coppie di virtù.
Il soffitto presenta una monumentale decorazione a cassettoni e fu realizzato tra il 1580 e il 1584 su commissione della badessa del monastero Beatrice Carafa. Il suo completamento si ebbe tuttavia agli inizi del Seicento, con la realizzazione della parte soprastante il coro delle monache dietro la controfacciata per poi essere interessato intorno al 1745 da interventi di restauro guidati da Nicola Tagliacozzi Canale, il quale, per l'occasione, progettò anche diverse modifiche estetiche che rispettassero maggiormente il gusto rococò in voga all'epoca e che hanno dato alla volta l'aspetto che tuttora ha. Diversi sono gli autori che si sono occupati della sua esecuzione: per quanto riguarda la parte pittorica, i pittori fiamminghi Teodoro d'Errico e Cornelis Smet con le loro botteghe realizzarono intorno al 1580 le tavole che raffigurano negli ovali laterali la vita di santi benedettini, mentre nei quattro grandi ovali centrali, partendo dal più prossimo al presbiterio e fino all'ingresso in chiesa. sono le scene della Decollazione di Giovanni Battista, San Gregorio che benedice la corte di Tiridate e San Benedetto tra i santi Mauro e Placido, nella volta della navata, e l'Incoronazione della Vergine in quella che ricade sopra il coro delle monache; Giovanni Andrea Magliulo con altri artigiani napoletani eseguirono invece le sculture, gli intagli e le dorature.
La cupola che si eleva all'altezza del presbiterio è decorata nel 1671 da Luca Giordano; nella scodella compì la Gloria di San Gregorio, negli spazi tra i finestroni del tamburo rappresentò otto grandi figure di sante benedettine mentre nei peducci sono invece raffigurati Mosè, Giosuè, Melchisedec e Ruth, sempre del Giordano e databili tra il 1679 e il 1681.
L'altare maggiore, appoggiato alla parete fondale del presbiterio, vede su esso un'ancona marmorea: entrambi gli elementi decorativi sono opera di Dionisio Lazzari del 1682, che incornicia la pregevole tavola databile 1574 dell'Ascensione, di Giovan Bernardo Lama. Più in alto è invece una grata che costituisce l'affaccio del coro dell'abside sulla chiesa, mentre nel timpano della decorazione marmorea del Lazzari è raffigurato in un ovale la scena dell'Orazione nell'orto, sempre del Lama. La sinistra della tribuna vede nella lunetta frontale la scena di Mosè che fa scaturire l'acqua dalla rupe di Giuseppe Simonelli del 1699, a destra è invece la grata di collegamento al comunichino delle monache, da cui la badessa del monastero soleva ascoltare la messa e che tramite un'apertura consentiva alle monache di ricevere la comunione. La monumentale grata in ottone fu eseguita da Antonio Donadio nel 1692 su un disegno di Giovan Domenico Vinaccia ed è sormontata poi da una cornice marmorea del 1695 di Bartolomeo e Pietro Ghetti sopra la quale è una tela ad arco sempre del Simonelli e del 1699 raffigurante la Gloria dei putti.
La chiesa si compone di due cori, entrambi sopraelevati rispetto alla navata: uno dietro l'altare e l'altro dietro la controfacciata, in linea d'aria al di sopra del porticato d'ingresso. Il primo è il coro dell'abside, chiamato anche "cappellone", decorato alle pareti con affreschi del Giordano databili tra il 1679-1681 dove sono rappresentate le Storie di san Benedetto. Il secondo, il coro delle monache, presenta un ingresso seicentesco decorato con un rilievo marmoreo trecentesco della Madonna col Bambino sul timpano, della cerchia di Tino di Camaino, proveniente probabilmente dalla primitiva chiesa di San Gregorio. Il soffitto del coro risulta essere di fatto la continuazione di quello della navata, seppur realizzato dopo quest'ultimo, solo nel 1631 circa, mentre la scenica decorazione che permette l'affaccio sulla navata fu disegnata da Tagliacozzi Canale durante i lavori di restauro della metà del Settecento stesso da lui guidati.
Gli organi della chiesa sono in totale cinque: due sono inclusi in ricche cantorie lignee di stile rococò disegnate da Tagliacozzi Canale, sopra ad entrambe le arcate delle quinte cappelle della navata ed entrambi di Tomaso de Martino, quello di sinistra costruito nel 1737 mentre quello di destra nel 1742. Altri due organi sono invece all'interno del coro dell'abside, uno del 1769 di Domenico Antonio Rossi e l'altro di Francesco Cimino, databile a cavallo tra Sei e Settecento, mentre il quinto e ultimo strumento, quello più recente, è invece sopra il coro delle monache, costruito nel 1960 dalla ditta cremonese Rotelli-Varesi.
La sacrestia, infine, accessibile dalla quinta cappella di sinistra, ospita al centro della volta una tela del 1712 circa di Paolo De Matteis raffigurante l'Adorazione del Sacramento.

#### Cappelle laterali

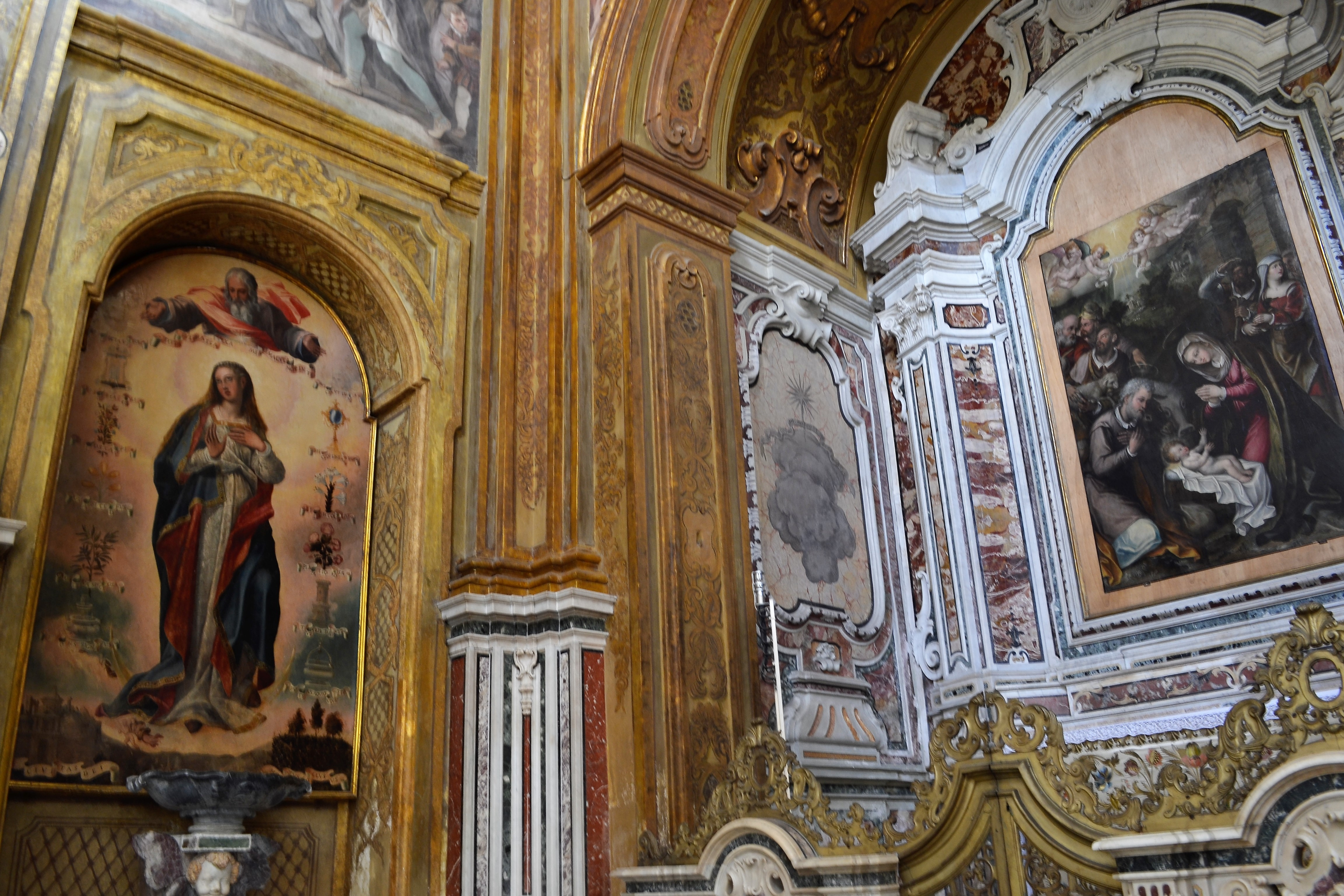
Lato sinistro della navata: a destra la tela del Landulfo sull'Adorazione dei pastori (prima cappella) a sinistra l'Immacolata del Buono (cappella sulla controfacciata)

La prima cappella di sinistra è la cappella del Presepe, caratterizzata all'altare da una tela di Pompeo Landulfo raffigurante la scena dell'Adorazione dei pastori. La seconda cappella è quella del Crocifisso, caratterizzata sulla parete frontale da un Croicifisso ligneo della seconda metà del XV secolo di autore ignoto addossato ad una tela di Antonio Sarnelli raffigurante un paesaggio; alle pareti laterali sono due tele settecentesche di Francesco Del Vecchio donate dalle stesse monache alla chiesa nel 1769, raffiguranti l'Addolorata e il San Giovanni. La terza cappella a sinistra è dedicata a San Giovanni Battista, caratterizzata da una tela di Giovanni Bernardo Lama che raffigura la Decollazione del santo sopra un altare con cona marmorea sorretta ai lati da due colonne in breccia di Francia, il tutto eseguito da Pietro Ghetti intorno al 1722. La quarta cappella di sinistra è dedicata a San Benedetto, dove è sull'altare una notevole Visione di san Benedetto di Francesco Fracanzano della prima metà del Seicento. La quinta cappella è pressoché spoglia, ospitando infatti solo una lastra tombale quattrocentesca di una badessa del monastero addossata alla parete frontale, dove a sinistra è una porta che costituisce l'accesso laterale alla chiesa mentre sulla parete destra è quella che conduce alla sacrestia.
La prima cappella di destra prende il titolo dalla pala d'altare raffigurante l'Annunciazione, firmata e datata da Pacecco De Rosa nel 1644. La seconda cappella è dedicata a sant'Antonio da Padova ed è decorata all'altare con la pala di Antonio Sarnelli firmata e datata 1775 raffigurante la Madonna con i santi Pantaleone e Antonio da Padova. La cappella di San Gregorio Armeno è la terza del lato destro e ospita due tele alle pareti laterali datate 1635, San Gregorio gettato nel pozzo a destra e Tiridate implora san Gregorio perché gli vengano restituite sembianze umane a sinistra, mentre nelle lunette superiori sono affrescate scene di Martirii di san Gregorio, tutte di Francesco Fracanzano; alla parete frontale è la tela di Francesco Di Maria con il San Gregorio e gli angeli, mentre sempre dello stesso autore, coadiuvato da Niccolò De Simone, sono gli affreschi nella lunetta superiore con un'altra scena di Martirii di san Gregorio; nella volta è infine la Gloria di san Gregorio, ancora del Di Maria e De Simone. La quarta cappella di destra, del Rosario, espone sulla parete principale la tela di Nicola Malinconico della Madonna del Rosario con i santi Domenico e Rosa da Lima, anteriore al 1692. Nella quinta cappella di destra infine, intitolata a santa Patrizia, sono custodite le reliquie della santa, contenute in un pregevole reliquiario in oro e argento.